# Jabalpur
Jabalpur är en stad i den indiska delstaten Madhya Pradesh och är centralort i ett distrikt med samma namn. Folkmängden uppgick till cirka 1,1 miljoner invånare vid folkräkningen 2011. Storstadsområdet beräknades ha cirka 1,4 miljoner invånare 2018. Staden är en industristad med en stark livsmedelsindustri. Här finns ett universitet och lantbrukshögskola.